# 澳門緬華潑水節
澳門緬華潑水節（英語：Macau Myanmar Overseas Chinese Water Festival）每年四月中旬為緬甸新年，前三日為當地的潑水節。由於澳門聚居不少緬甸歸僑，澳門緬華互助會由1995年開始每年舉行潑水節活動，以促進澳門旅遊事業。活動由當初單一的潑水聯歡活動，發展至今包含花車巡遊、緬甸及東南亞美食街、中緬民族歌舞晚會、大型潑水節嘉年華、旅遊商貿推介會、旅遊圖片展，以及攝影、徵文比賽等多項節慶活動，成為本澳一年一度充滿東南亞風情的多元文化特色潑水節。
2025年以新會名澳門緬華總會舉辦活動，標誌着邁入新階段。

## 背景
潑水節早在1291年已有記載，象徵溫馨、清涼、吉祥，每年四月中旬是緬甸新年，新年前的三天就是潑水節，在城市大街街口會結紮彩棚，作為潑水站或讓客人休息，棚內還備有各款飲料供來者享用。節日期間，除了互相潑水以外，部分大城市還會藉此佳節舉辦花車巡遊比賽，由民間社團組織隊伍巡遊於每個彩棚，三日後選出得獎花車巡遊隊伍，領到獎品後，便在城內巡遊表演，非常熱鬧。雖然活動不能十足十搬到澳門，但緬華互助會也希望澳門能感受當中的意義，感染節日中吉祥和熱鬧的氣氛，使澳門這個多元文化社會顯得更生龍活虎，讓本地居民和外地遊客一睹有澳門特色的潑水節。

## 歷史
1995年澳門緬華互助會靑年及文康部定於4月16日中午12時至4時沙嘉都喇街澳門歸僑總會禮堂首次舉行緬甸民族新年潑水節的聯歡慶祝活動，緬甸潑水節是緬甸舉國歡慶的吉祥日。緬華互助會會長黃瓊成致詞謂：「澳門緬甸歸僑有兩萬多人大部份出生於緬甸，生於彼長於彼緬甸是他們的第二故鄉，受過當地文化的渲染，對當地民族節日有一定的感情。今次通過此項活動，增進凝聚力，加强團結，做好歸僑福利工作。」聯歡會上由多位音樂愛好者演唱緬甸民歌、時代曲，姑娘們和年青小伙子在悠揚音樂聲中載歌載舞，期間有不少泰國僑民和菲律賓僑民知道該會有潑水活動，也自動進入會場參加跳舞，共同歡樂。
由澳門緬華互助會主辦，緬華青委會協辦，澳門市政廳、澳門街坊總會協助的「九七潑水節聯歡會」1997年4月13日在姑娘街休憩區擧行。緬華互助會會長黃瓊成表示，居澳華僑將繼續與廣大市民加强團結，努力做好後過渡期的各項工作，以確保澳門的繁榮和穩定。他又表示，今天也是「中葡聯合聲明」簽署十周年的日子。十年前的今天，中國和葡萄牙兩國政府從尊重澳門的歷史和現狀出發，用和平的辦法解决了歷史遺留下來的問題。
由緬華互助會主辦的潑水節活動已是連續第五年擧辦，為喜迎1999年澳門回歸，訂定於4月17日南灣友誼廣場舉行『喜迎澳門回歸祖國99潑水節聯歡會』。聯歡會於當日下午1時開始，緬華靑委樂隊演奏；2時至2時半，舉行剪綵儀式，2時半至4時，文藝節目表演；3時半至4時半，招待邀請嘉賓品嘗東南亞風味小食；2時半至5時有興趣人士可在規定區域內潑水玩樂。整個活動將於下午5時半結束。
由澳門多個坊會、華僑團體及商戶聯合舉辦的東南亞美食嘉年華，8月27日在三盞燈圓形地舉行，十多個美食攤檔集合了多款東南亞風味食品，場中12個各具特色的東南亞美食攤檔亦同時營業，有各式印尼糕點、緬甸小食、台灣奶茶、馬拉盞撈麵、椰汁雞麵、咖喱飯、香炸魚仔、炸香蕉、串燒、糯米雞、黃薑飯等各具特色小食。由於三盞燈一帶人流密集，為了行人安全，有關部門會於活動期間封閉部分車行道路，光復街與連勝馬路交界至三盞燈圓形地地段禁止通車。活動中，主辦單位加入了潑水節活動，以灑聖水的形式，誠心祈求本澳昌盛繁榮、百業興旺，希望藉著大眾歡慶的活動，祝願本澳擁有美好前景。
緬華互助會在4月15日3時至5時在三盞燈圓形地舉行『第六屆澳門緬華潑水節』嘉年華活動。主辦單位透過展出數十幅緬甸風光圖片､潑水節祝福儀式及文藝節目匯演等項目，希望把緬甸新年的傳統節日氣氛帶來澳門。藉舉辦潑水節活動，祝福澳門繁榮穩定發展。會長黃瓊成表示，今年是緬華互助會成立三十週年，大約有三萬的在澳緬甸歸僑，為了配合和支持澳門特區政府的工作，促進旅遊業的發展，該會擧行第六屆潑水節活動，給廣大市民增添歡樂的節日氣氛，給遊客帶來新的旅遊節目，宣傳三盞燈社區的繁華景貌。主辦機構在當日上午10時半至晚上10時擧行「伊江水、濠江情」圖片展覽。以緬甸為主題，包括緬甸風景、人物、寺廟、宗教及當地人民的生活寫照，展出圖片有四十多幅，向市民介紹緬甸各地的風景名勝、風土人情，另特製一輯VCD收錄百多幅有關圖片，即場播放。
緬華互助會主辦，旅遊局協辦的『第七屆澳門緬華潑水節』系列活動，4月27日開始一連四天舉行並擴展到離島，其中，27和28日在三盞燈圓形地，分別有緬甸及東南亞美食、雜貨、小飾物攤檔，文藝晚會及緬甸潑水節風情電影欣賞晚會等舉行，文藝晚會由來自緬甸及雲南的少數民族代表團擔綱演出。28日下午3時至10時﹐主辦單位將在黑沙海灘舉行大型遊藝同樂日活動，包括有美食､遊戲攤位，潑水活動、緬式籐球表演、民族舞蹈、緬甸少數民族服裝展、野火會及宿營、卡拉OK大賽、集體遊戲、大抽獎等節目。為擴大宣傳，主辦單位就27和28兩日，派出一輛花車，由商貿城出發，沿觀音像、旅遊塔、媽閣、大三巴等澳門主要旅遊景點及街區，以及氹仔馬場、路環市區、黑沙海灘等主要路線推廣巡遊。主辦單位於活動當日上午10時開始，有穿梭巴士沿高士德陳光記前、黑沙環民安新村、中銀總行、氹仔成昌超市對面、路環市區迴旋處、黑沙公園前巴士站等地點免費接載居民，每半小時一班至深夜12時。
第八屆澳門緬華潑水節活動之一，原定在黑沙海灘擧行的潑水遊藝同樂日，由於政府為預防非典型肺炎而徵用黑沙青年旅舍作隔離營，為免市民受到影響，主辦當局決定遷離黑沙，活動地點改為在石排灣郊野公園擧行，時間及活動內容不變。同時，大會亦會加强衛生措施，如規定食檔員工要帶口罩和手套，若有需要時，亦會為市民提供口罩。
「澳門緬華潑水節十週年系列活動」中，首個戶外活動緬甸及東南亞飲食文化街，於4月23日中午12時至晚上10時半三盞燈圓形地舉行，主辦單位特別邀請了雲南省保山市民族歌舞團擔綱演出具少數民族特色的歌舞晚會，與居民分享潑水節熱鬧、溫馨、祥和的節日氣氛。
澳門緬華互助會主辦的第十二屆緬華潑水節系列活動，活動包括緬甸地區風情及去年活動圖片展、東南亞美食展銷、民族歌舞文藝晚會、大型潑水嘉年華及專題攝影比賽。由於緬甸盛產玉石，為加深本澳商界認識、了解緬甸玉石的商業市場，籌委會於活動期間舉辦專題講座，藉此為緬澳兩地商界搭建商貿平台。今屆潑水節的各項活動中，最引人注目的是於4月28日上午9時半新口岸中土大廈澳門貿促局商務中心舉辦的『緬甸珠寶玉石鑑賞專題講座』。在緬甸駐港澳總領事的支持下，邀請緬甸珠寶玉石公司專家代表抵達澳門作珠寶玉石鑑賞專題報告，借此為本澳商界搭建商貿平台，加深對緬甸珠寶玉石市場的了解，從中尋找商機。主辦單位希望為澳門產業適度多元發揮積極作用。
適逢2011年是辛亥革命一百周年及緬華互助會成立四十周年大慶，今年第十六屆潑水節活動得到中山市歸國華僑聯合會及澳門攝影協會協助，主辦方特別安排於4月15至18日在綜藝館舉辦題為《孫中山先生與澳門》為題的圖片展。借出記錄孫中山在澳生活、工作事蹟的珍貴相片，觀賞價值頗高。
由澳門緬華互助會主辦第二十二屆潑水節活動有較大轉變，設嘉年華開幕式。重頭戲之潑水嘉年華首度由黑沙海灘公園移師龍環葡韻進行，善用該區歷史文化空間，讓東西文化相得益彰。同時在葡韻匯藝館展出緬甸風情攝影圖片，使活動豐富多元。並特邀東盟各國駐港澳總領事及代表出席，共襄盛舉。
澳門緬華互助會在3月21日拜訪旅遊局，獲局長文綺華等熱情接待。緬華互助會會長洪金樂表示，隨着疫情的過去，停辦三年的緬華潑水節嘉年華正式在4月22日復辦，作為澳門年度東南亞特色活動，每年均吸引大量旅客及本地緬僑參與，也為在澳工作的緬籍工作人員帶來別具鄉情特色的活動。緬華互助會也拜訪澳門基金會，除了介紹潑水節籌備情況，同時表示有考慮多方發展會務，只因缺乏資源，希望基金會給予適當考量。主辦單位表示，活動因疫情停辦三年，潑水節活動因為疫情停辦了三年，今年正迎着困難逐漸走向經濟復甦，也終於復辦了第二十五屆緬華潑水節。期望透過舉辦潑水節，為居民和旅客提供節慶文化娛樂，豐富居民精神生活，感受東南亞民族風情，充分體現澳門社會尊重不同族群多元文化傳統習俗，展現和諧氛圍。活動中更設有花車巡遊、緬華潑水節圖片展、高僧唸經祈福、潑水區和潑水嘉年華等。
2024年繼續安排兩輛特色花車巡區，啟動儀式定於4月20日上午9時半在三盞燈區舉行，兩天主要在北區巡行，一方面配合中葡論壇於期間開展，另向居民及旅客送福。潑水節圖片展於4月20日至22日在萬豪藝廊舉行，展出近一百幅歷屆潑水節主題圖片。今年首設的短片比賽及續辦的攝影比賽。設於光復街的三盞燈美食文化節，定於20日下午3時啟幕，設有八檔，品嘗多款特色緬甸美食。民族歌舞表演晚會於21日晚上7時半在三盞燈圓形地舉行，特邀緬甸歌星與本澳受邀團體獻唱獻演。重頭戲之大型潑水嘉年華於21日下午3時在三盞燈圓形地舉行，同場特設潑水專區。

## 歷年活動時間
| 屆數       | 舉辦日期            | 地點                                                               | 備注                                                            |
| ---------- | ------------------- | ------------------------------------------------------------------ | --------------------------------------------------------------- |
| 第一屆     | 1995年4月16日       | 澳門歸僑總會                                                       |                                                                 |
| 第二屆     | 1996年4月14日       | 濠江中學運動場                                                     |                                                                 |
| 第三屆     | 1997年4月13日       | 姑娘街休憩區                                                       |                                                                 |
| 第四屆     | 1998年4月12日       | 友誼廣場                                                           | 敎育曁靑年司參與協辦                                            |
| 第五屆     | 1999年4月17日       | 友誼廣場                                                           |                                                                 |
| 第六屆     | 2001年4月15日       | 三盞燈圓形地                                                       | 2000年停辦一年，改在8月舉辦東南亞美食嘉年華，當中加入潑水節活動 |
| 第七屆     | 2002年4月27日至30日 | 三盞燈園形地、黑沙海灘、議事亭前地、陸軍俱樂部展覽廳、塔石青年中心 | 首次活動日數擴大並在多地舉行                                    |
| 第八屆     | 2003年4月25日至28日 | 議事亭前地、三盞燈園形地、黑沙海灘                                 | 原定在黑沙海灘舉行，因疫情改在石排灣郊野公園                    |
| 第九屆     | 2004年4月23日至26日 | 新口岸藝園、澳門教科文中心、三盞燈圓型地                           |                                                                 |
| 第十屆     | 2005年4月22日至25日 | 旅遊活動中心、三盞燈圓形地、黑沙公園                               |                                                                 |
| 第十一屆   | 2006年4月21日至24日 | 旅遊活動中心、三盞燈圓形地、黑沙公園                               |                                                                 |
| 第十二屆   | 2007年4月27日至30日 | 三盞燈圓形地、陸軍俱樂部、貿促局商務中心、黑沙海灘                 | 首次增加「緬甸玉石珠寶鑒賞專題講座」                            |
| 第十三屆   | 2008年4月25日至28日 | 三盞燈圓形地、陸軍俱樂部、黑沙公園                                 |                                                                 |
| 第十四屆   | 2009年4月24日至27日 | 澳門漁人碼頭、黑沙公園                                             |                                                                 |
| 第十五屆   | 2010年4月23日至25日 | 議事亭前地、三盞燈圓形地、黑沙公園                                 |                                                                 |
| 第十六屆   | 2011年4月15日至18日 | 三盞燈圓形地、議事亭前地、綜藝館、黑沙公園                         | 增設辛亥革命百年圖片展                                          |
| 第十七屆   | 2012年4月20日至23日 | 陸軍俱樂部、三盞燈圓形地、黑沙公園                                 |                                                                 |
| 第十八屆   | 2013年4月19日至21日 | 三盞燈圓形地、萬豪軒畫廊、黑沙公園                                 |                                                                 |
| 第十九屆   | 2014年4月25日至27日 | 三盞燈圓形地、萬豪軒畫廊、黑沙公園                                 |                                                                 |
| 第二十屆   | 2015年4月24日至26日 | 三盞燈圓形地、萬豪軒畫廊、黑沙公園                                 |                                                                 |
| 第二十一屆 | 2016年4月22日至24日 | 三盞燈圓形地、萬豪軒畫廊、黑沙公園                                 |                                                                 |
| 第二十二屆 | 2017年4月21日至23日 | 三盞燈圓形地、萬豪軒畫廊、龍環葡韻                                 |                                                                 |
| 第二十三屆 | 2018年4月20日至22日 | 三盞燈圓形地、萬豪軒畫廊、龍環葡韻                                 | 增設一部新花車，共兩部花車同時巡遊                              |
| 第二十四屆 | 2019年4月26日至28日 | 澳門漁人碼頭、三盞燈圓形地                                         |                                                                 |
| 第二十五屆 | 2023年4月22日       | 澳門漁人碼頭                                                       | 因疫情停辦三年再次復辦                                          |
| 第二十六屆 | 2024年4月20日至21日 | 三盞燈圓形地、萬豪軒畫廊                                           | 首設短片比賽                                                    |
| 第二十七屆 | 2025年4月25日至27日 | 三盞燈圓形地、萬豪軒畫廊                                           | 不設花車巡遊環節，另安排兩輛特色花車停靠三盞燈圓型地            |

## 外部連結
- 澳門旅遊局官方網站 （页面存档备份，存于）